# ملعب مدينة الباسل الرياضية (درعا)
ملعب محافظة درعا ملعب كرة قدم في مدينة درعا في سوريا  شيد خلال  قياسية استمرت حوالي العام الواحد ودشن في عام 1999. تتسع مدرجات هذا الملعب لحوالي (18000) متفرج ويعد الملعب الرسمي لنادي الشعلة بدرعا، ضمن منشئات مدينة الباسل الرياضية.

## انظر  أيضا
- ملعب تشرين.
- ملعب الباسل (حمص).
- ملعب الحمدانية.
- ملعب الباسل (السويداء).